# Liotyphlops schubarti
Liotyphlops schubarti är en kräldjursart som beskrevs av  Paulo Emilio Vanzolini 1948. Liotyphlops schubarti ingår i släktet Liotyphlops och familjen Anomalepididae. Inga underarter finns listade i Catalogue of Life.
Arten är känd från delstaten Sao Paulo i Brasilien. Honor lägger ägg. Exemplaren lever i savannen Cerradon. Liotyphlops schubarti gräver i lövskiktet och i det översta jordlagret. Den har myror, termiter och deras ägg som föda.
Beståndet hotas av landskapsförändringar. Populationens storlek är okänd. IUCN listar arten med kunskapsbrist (DD).